# JR東海キハ75形気動車
キハ75形気動車（キハ75がたきどうしゃ）は、東海旅客鉄道（JR東海）の一般形気動車である。

## 概要
快速「みえ」のスピードアップとサービス向上、および1993年（平成5年）の第61回神宮式年遷宮への輸送力増強用として開発され、1993年（平成5年）から1999年（平成11年）にかけて計40両が設計・製造された。本形式の導入に伴い、キハ58系・キハ65形気動車を置き換えた。
百位が偶数の番台を1号車（鳥羽・新宮・下呂・多治見方向）、奇数の番台を2号車（名古屋・岐阜方向）として2両編成を組むが、2両以上であれば設計上は1両単位で最大10両まで連結することができるため、後継系列のキハ25形のような編成番号は設定されていない。

## 構造
本項では共通事項について述べ、番台毎の差異については次項で述べる。

### 車体
全長21,300 mm（311系電車より1,300 mm長い）、車体幅2,900 mm（311系より50 mm狭い）のステンレス鋼製車体に両開きの客用扉が片側3箇所設けられており、側面にはオレンジ色の帯が2本配されている。先頭部は普通鋼製で窓周りは黒、他は白く塗装され、窓下にオレンジ色の帯を配する。側窓は扉間が連続固定窓、車端は上部が内折れ式の開閉窓である。床面高さは1,140 mmと低く、乗降扉には段差（ステップ）がない。

### 車内
311系と同様転換クロスシートを採用しているが、乗降扉付近と車端部側は転換式と同一寸法の固定クロスシートとなっている。0・200・400番台には車椅子対応トイレを設置している。各車の車端部妻面にはLEDを用いた車内案内表示装置を設置した。0・200番台には車内公衆電話が設置されていたが、2007年（平成19年）3月18日以降使用を中止した。

### 主要機器
エンジンはカミンズ社製NTA-855-R-1（JRグループの型式：C-DMF14HZB、350 PS）を各車両に2基ずつ搭載し、変速機はキハ40系およびキハ85系と同一の新潟コンバータ製の C-DW14A でトルクコンバータを用いる変速段が1段に加え、直結段が2段となっている。最高運転速度は120 km/hで、キハ85系と同等の性能を有する。ブレーキシステムもキハ85系と同一の電気指令式で、その他機関ブレーキとコンバータブレーキも装備する。台車はボルスタレス式で、ヨーダンパを装備する C-DT60形 である。
連結器は、キハ85系では従来車と共通の密着自動連結器が採用されたのに対し、本形式ではJR東海の気動車として初めて電気連結器付き密着連結器が採用された。
冷房装置は駆動エンジン直結式の C-AU30形 を屋根上に2基搭載する。
種別・行先表示器と号車番号表示器は字幕式である。製造当初は前面行先表示器の字幕の地色が黒であった。
2012年（平成24年）2月までに全車両に対してATS-PTの設置工事が施工されている。

## 番台別概説

### 0・100番台
| キハ75-1（2001年9月15日 名古屋駅）  |  | キハ75-101（2001年9月15日 名古屋駅）  |
| キハ75-1 （2001年9月15日 名古屋駅） |  | キハ75-101 （2001年9月15日 名古屋駅） |

1993年（平成5年）、快速「みえ」用として2両編成×6本（12両）が日本車輌製造で製造された。
座席はシートピッチ940 mmの転換クロスシート（一部固定）であるが、国鉄時代から気動車の全長は21.3 m （連結面間）と標準的な電車の全長に比べて1.3 mほど長いため、311系と同じ座席数ながらシートピッチは30 mm長い。トイレは0番台に備えている。2000年代に入ってからはドアチャイムも設置されている。
2025年（令和7年）4月1日現在、12両全車が名古屋車両区に配置されている。

### 200・300番台・400・500番台
| キハ75-301 |  | キハ75-404 |
| キハ75-301 |  | キハ75-404 |

1999年（平成11年）に投入された2次車で、快速「みえ」の増発と急行「かすが」用キハ58系・キハ65形気動車の置き換え、また武豊線用の車両置き換えと東海道本線（名古屋）直通列車の増発を目的に日本車輌製造で製造された。この増備により従来武豊線を走っていたキハ40系は名古屋車両区から美濃太田車両区と伊勢車両区に転出した。
基本的な仕様や制御・駆動系は0・100番台に準拠しており、トイレは200番台・400番台に設置するが、同時期製造の313系電車に合わせて以下の変更点が加えられている。
- 貫通扉上部に前照灯を増設、車体最大高を3.9 m→3.63 mとした。
- 転換クロスシートは313系と同様の中折れ機構を持つタイプに変更され、シートピッチも940 mm→910 mmとなり、乗降扉付近のスペースを広げ立席定員が増加した。
- 客室内床面のデザインを変更
- ドアチャイムを設置
- 0・100番台の客室内LED式情報案内装置に組み込まれていたデジタル時計を省略、これに伴い禁煙表示の位置を変更。
- 400番台には公衆電話が当初から設置されていない。
- 前面行先表示器の字幕は白地・黒字体に変更（0・100番台も交換）。
- 400・500番台はワンマン運転対応用として乗務員室後部に運賃表示器[注 2]・運賃箱を設置し、後部乗降扉に埋め込み式の乗車整理券発行器を設置した。これらは同時期にワンマン対応仕様車として製造された313系3000番台と同一である。座席配置は0・100・200・300番台と同一で、多客時の臨時列車などでは座席指定席車として運用される場合もある。
- 電気連結器は一般的なものに変更された（0・100番台も交換）。

2025年（令和7年）4月1日現在、201+301・202+302の4両が名古屋車両区に配置されている。
なお、2015年（平成27年）3月10日付けで美濃太田車両区に転属した200・300番台の6両については後述の1200・1300番台に、400・500番台については12両全車が後述の3400・3500番台にそれぞれ改造され、400・500番台は番台消滅している。

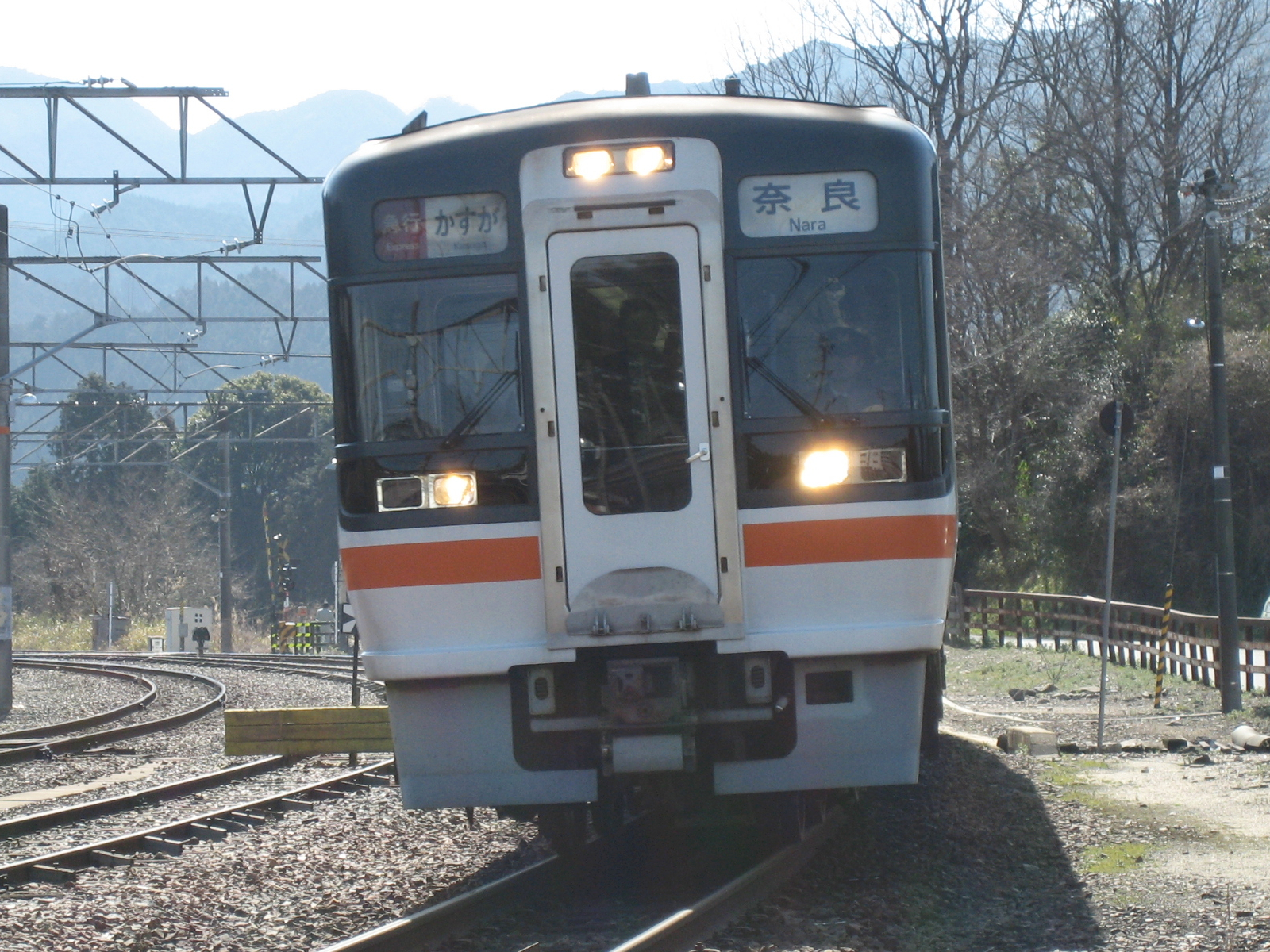
キハ75形2次車で運用される急行「かすが」
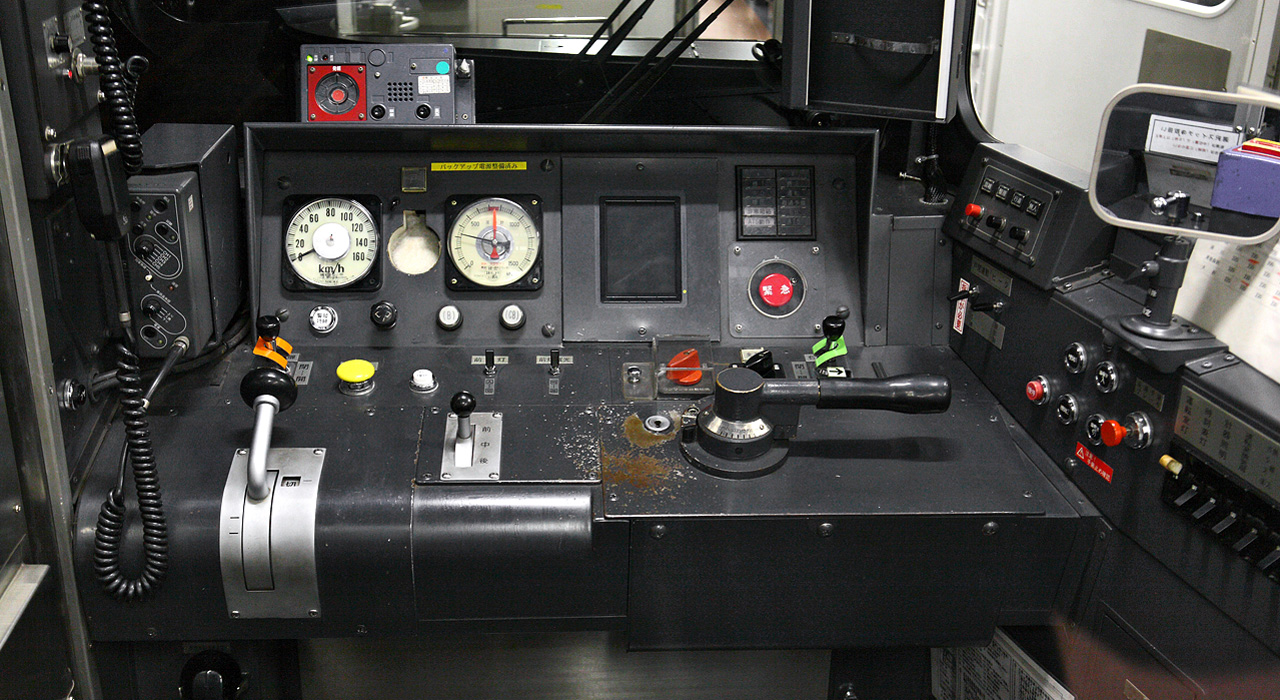
運転台コンソール（500番台）
室内（300番台） ドア付近につり革を備える
座席（300番台）
ドア横の運賃表示器、ドア開閉ボタン、整理券発行機（500番台）
ドアスイッチ（300番台）
運転台仕切り壁と貫通路（500番台） 写真は車掌乗務時
運賃表示器（左）と情報表示器（500番台） 運賃表示器はその後液晶式に交換

### 1200・1300番台
冬季の寒冷地運用を考慮し、美濃太田車両区に転入した200・300番台に耐寒対策などの改造を施したもの。元番に+1000されている。
2015年（平成27年）4月から同年6月にかけて3編成（1203+1303 - 1205+1305）に施工された。改造時点では全車が美濃太田車両区所属となっていたが、2017年（平成29年）3月3日付で1203+1303の2両が名古屋車両区に転属し、2019年（平成31年）3月11日付で美濃太田車両区に戻っている。
2025年（令和7年）4月1日現在、1203+1303 - 1205+1305の計6両が美濃太田車両区に配置されている。

### 3200・3300番台
武豊線電化に伴う転用を控え、200・300番台にワンマン対応・耐寒対策などの改造を施したもの。元番に+3000されている。2014年（平成26年）3月に1編成 (3207+3307) が、2015年（平成27年）2月に2編成（3206+3306・3208+3308）が改造を完了している。耐寒対策以外の仕様は400・500番台とほぼ同一であるが、2014年（平成26年）9月に登場したキハ25形1000・1100番台と同様にデッキの整理券発券機は半減し、各車両最後部のドア付近のみの設置となった。
改造を施工された3206+3306 - 3208+3308の3編成は、2015年（平成27年）3月10日付けで美濃太田車両区に転属し、高山本線・太多線で使用されることになった。転属後は既存の3400・3500番台と共通運用が組まれている。
2025年（令和7年）4月1日現在、3206+3306 - 3208+3308の6両が美濃太田車両区に配置されている。

### 3400・3500番台
冬季の寒冷地運用を考慮し、美濃太田車両区に転入した400・500番台に耐寒対策などの改造を施したもの。元番に+3000されている。2015年（平成27年）4月から同年6月にかけて全車両が改造された。
2025年（令和7年）4月1日現在、3401+3501 - 3406+3506の12両が美濃太田車両区に配置されている。

## 運用
2022年（令和4年）現在、主に快速「みえ」や参宮線・高山本線・太多線の普通列車に使用される。
- 快速「みえ」は原則として名古屋車両区所属車の2両編成または4両編成で運転されているが、臨時増発や定期列車の増結時には美濃太田車両区所属車両（ワンマン運転対応車も含む）が「みえ」の運用に就くこともある。
- 紀勢本線・参宮線の定期列車は2両か4両編成で運用されている。臨時列車では3両での運用もある。
  - 参宮線普通列車の一部は快速「みえ」の送り込み列車としても運用されている。「みえ」運用時に指定席となる部分は「指定席」「一部指定席」の掲示がされるが、この列車ではその座席も自由席扱いとして運転されている。
- 高山本線・太多線列車は2両 - 4両編成での運用となる。3両編成時は2両編成を分割し、他の2両編成に1両ずつ増結する。太多線ではキハ25形より多く運用され、定期列車の大半を占めている。
  - 現時点ではドアステップの取り付けが行われていないため、高山本線での定期営業運転は岐阜駅 - 下呂駅間となっている[注 3]。
  - 美濃太田車両区から美濃太田駅への出庫回送では9両での運用がある。これは元々キハ40系で運用されていた。
- 臨時列車については臨時急行「熊野市花火号」や臨時快速「さわやかウォーキング号」、四日市花火大会の臨時列車などでの運用実績もある。
  - 2009年（平成21年）11月1日：佐久間レールパークの閉鎖に合わせて、臨時快速「佐久間レールパークフィナーレ」（豊橋駅 - 中部天竜駅間）として、初めて飯田線で営業運転された[13][14][15]。
  - 2013年（平成25年）11月9日・10日：愛知県豊川市で「B-1グランプリin豊川」の開催に合わせて、飯田線の臨時増発列車として営業運転された[16]。
  - 2018年（平成30年）10月から12月にかけて開催された「愛知デスティネーションキャンペーン」に合わせて以下の臨時列車が運転された[17]。
    - 11月17日：快速「知多鉄道酢トーリー」（3両編成、名古屋駅 - 武豊駅間）[18]
    - 11月23日・24日：快速「おいでん奥三河」（2両編成、豊橋駅 - 東栄駅間）[19]
    - 12月15日：急行「愛知☆静岡DCトレイン」（3両編成、静岡駅 - 名古屋駅間）[20][21]

  - 2019年（令和元年）
    - 6月22日：「大井川鐵道きかんしゃトーマス号リレートレイン」（3両編成、名古屋駅 - 金谷駅間（片道））[22][23]
    - 10月20日：「モーニングトレイン一宮」（3両編成、名古屋駅 - 尾張一宮駅間（稲沢線経由））[24][25][26]
- 過去には名古屋駅 - 奈良駅間の急行「かすが」[注 4]、武豊線および東海道線名古屋駅 - 大府駅間で定期運用されていた。このうち武豊線は2011年（平成23年）3月から武豊線にキハ25形0番台が投入され、捻出された本形式が上記の「みえ」の増結に運用されている。「みえ」は2014年（平成26年）12月から一部の便で2両編成に戻され、その後武豊線が2015年（平成27年）3月1日に電化されたため、本系列はキハ25形とともに高山本線・太多線を中心とした運用となっている[27][28]。初期車に関しては製造から約30年が経過したが、置き換えに関してJR東海から特に発表はない。

## 車歴表
2025年（令和7年）4月1日現在
- 全車日本車輌製造で製造
- 名古屋：名古屋車両区
- 美濃太田：美濃太田車両区

| ← 鳥羽名古屋 → | ← 鳥羽名古屋 → | ← 鳥羽名古屋 → | ← 鳥羽名古屋 → | ← 鳥羽名古屋 → |
| -------------- | -------------- | -------------- | -------------- | -------------- |
| キハ 75        | キハ 75        | 落成日         | 所属           | 備考           |
| 1              | 101            | 1993/06/21     | 名古屋         |                |
| 2              | 102            | 1993/06/21     | 名古屋         |                |
| 3              | 103            | 1993/06/21     | 名古屋         |                |
| 4              | 104            | 1993/07/22     | 名古屋         |                |
| 5              | 105            | 1993/07/22     | 名古屋         |                |
| 6              | 106            | 1993/07/22     | 名古屋         |                |

| ← 鳥羽名古屋 → | ← 鳥羽名古屋 → | ← 鳥羽名古屋 → | ← 鳥羽名古屋 → | ← 鳥羽名古屋 → |
| -------------- | -------------- | -------------- | -------------- | -------------- |
| キハ 75        | キハ 75        | 落成日         | 所属           | 備考           |
| 201            | 301            | 1999/02/08     | 名古屋         |                |
| 202            | 302            | 1999/02/08     | 名古屋         |                |

| ← 下呂・多治見岐阜 → | ← 下呂・多治見岐阜 → | ← 下呂・多治見岐阜 → | ← 下呂・多治見岐阜 → | ← 下呂・多治見岐阜 → | ← 下呂・多治見岐阜 → |
| -------------------- | -------------------- | -------------------- | -------------------- | -------------------- | -------------------- |
| キハ 75              | キハ 75              | 落成日               | 改造日               | 所属                 | 備考                 |
| 1203                 | 1303                 | 1999/02/08           | 2015/04/03           | 美濃太田             |                      |
| 1204                 | 1304                 | 1999/02/08           | 2015/05/14           | 美濃太田             |                      |
| 1205                 | 1305                 | 1999/02/16           | 2015/06/26           | 美濃太田             |                      |

| ← 下呂・多治見岐阜 → | ← 下呂・多治見岐阜 → | ← 下呂・多治見岐阜 → | ← 下呂・多治見岐阜 → | ← 下呂・多治見岐阜 → | ← 下呂・多治見岐阜 → |
| -------------------- | -------------------- | -------------------- | -------------------- | -------------------- | -------------------- |
| キハ 75              | キハ 75              | 落成日               | 改造日               | 所属                 | 備考                 |
| 3206                 | 3306                 | 1999/02/16           | 2015/02/10           | 美濃太田             | ワンマン対応         |
| 3207                 | 3307                 | 1999/02/16           | 2014/03/21           | 美濃太田             | ワンマン対応         |
| 3208                 | 3308                 | 1999/02/16           | 2015/02/26           | 美濃太田             | ワンマン対応         |

| ← 下呂・多治見岐阜 → | ← 下呂・多治見岐阜 → | ← 下呂・多治見岐阜 → | ← 下呂・多治見岐阜 → | ← 下呂・多治見岐阜 → | ← 下呂・多治見岐阜 → |
| -------------------- | -------------------- | -------------------- | -------------------- | -------------------- | -------------------- |
| キハ 75              | キハ 75              | 落成日               | 改造日               | 所属                 | 備考                 |
| 3401                 | 3501                 | 1999/02/16           | 2015/04/02           | 美濃太田             | ワンマン対応         |
| 3402                 | 3502                 | 1999/03/23           | 2015/04/30           | 美濃太田             | ワンマン対応         |
| 3403                 | 3503                 | 1999/03/23           | 2015/04/30           | 美濃太田             | ワンマン対応         |
| 3404                 | 3504                 | 1999/03/23           | 2015/06/01           | 美濃太田             | ワンマン対応         |
| 3405                 | 3505                 | 1999/03/23           | 2015/06/26           | 美濃太田             | ワンマン対応         |
| 3406                 | 3506                 | 1999/03/23           | 2015/04/02           | 美濃太田             | ワンマン対応         |